# باب الودایه
باب الودایه (انگلیسی: Bab Oudaya؛ ‏عربی: باب الوداية) که با نام باب الکبیر نیز شناخته می‌شود (در عربی به‌معنای «دروازه بزرگ»)، دروازه‌ای یادمانی از قصبه الاودایه در رباط مراکش است. این دروازه که در اواخر قرن دوازدهم میلادی ساخته شده، در گوشهٔ شمال‌غربی قصبه، بالاتر از مدینهٔ رباط قرار دارد. از آن اغلب به‌عنوان یکی از زیباترین دروازه‌های معماری موحدون و معماری مراکشی یاد می‌شود.